# 1050'erne
Århundreder: 10. århundrede – 11. århundrede – 12. århundrede
Årtier: 1000'erne 1010'erne 1020'erne 1030'erne 1040'erne – 1050'erne – 1060'erne 1070'erne 1080'erne 1090'erne 1100'erne
År: 1050 1051 1052 1053 1054 1055 1056 1057 1058 1059

## Begivenheder
- Adam af Bremen nævner at Harald Hårderåde angriber Århus og afbrænder bl.a. kirken